# Allied Joint Force Command Naples
L'Allied Joint Force Command Naples ( Commandement allié de forces interarmées de Naples ) est un commandement militaire de l'OTAN basé dans la ville métropolitaine de Naples en Italie et chargé du sud de l'Europe.

## Histoire
Elle gère la Kosovo Force depuis les années 1990, et les missions successives de l'OTAN en Irak depuis 2004.

Allied Joint Force Command Naples
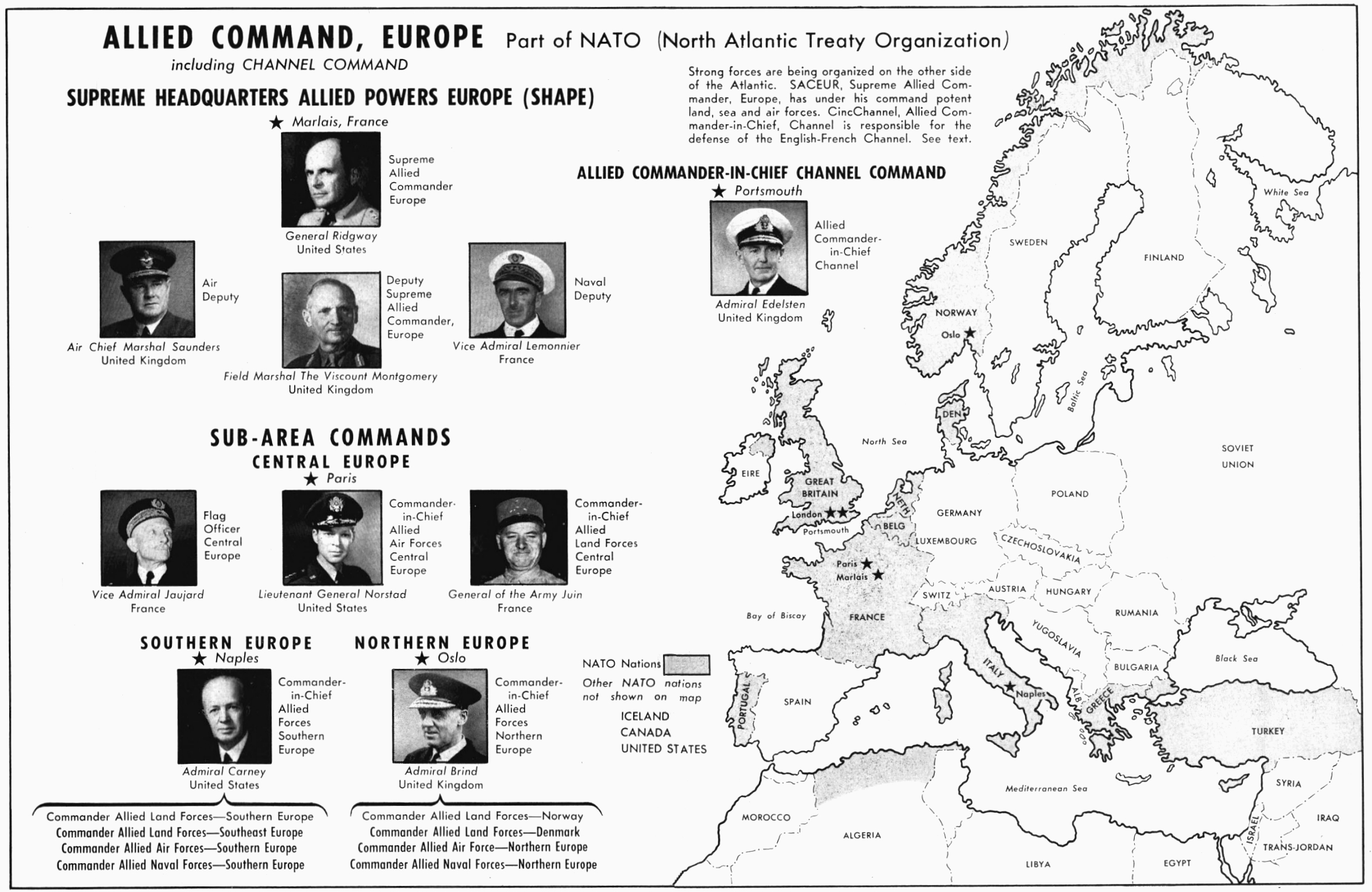
Structure du SHAPE en 1952. Le QG de l'AFSOUTH est situé à Naples.